# 贲德馨
贲德馨（法語：Jean-Baptiste-Michel-Marie-Louis Pénicaud；1874年5月14日—1943年1月19日）是天主教法國籍主教及巴黎外方傳教會會士。曾任廣東北海宗座代牧區宗座代牧（1929年-1940年）。

## 生平

### 早年
贲德馨出生于1874年5月14日，在法国新亞奎丹大區上維埃納省的
利摩日圣伯多禄堂区，一个非常虔诚的天主教家庭。母亲是庇护枢机的助手、灵修书籍作者查理·路易·盖伊主教的亲戚。贲德馨的四个兄弟中有两个成了本笃会神父，还有一个是利摩日教区的神父。他还有一个姐妹。贲德馨在利摩日教会学校接受中学教育，然后進入利摩日大修道院學習。1894年10月加入巴黎外方传教会，並於1898年3月5日他24歲時晉鐸。同年5月11日，贲德馨神父被派遣前往中国廣東省传教。

### 年轻的传教士
一个多月后，贲德馨神父抵达广州，並被廣東宗座代牧邵斯主教派遣到广州以西的新兴县，與魏畅茂神父学习中文和粤语。1899年，贲神父被派到广州以东的东莞傳教。1899年12月，調到廣西边界东兴協助當地主任司鐸，独自一人在“十万大山”地区传教。 
1900年底贲神父擔任汕头總鐸，1902年改任到廣東省西部的欽州灵山县。
1906年，贲神父被欽州民間武裝團體黑旗军洗劫，信徒遭到迫害。1907年，大批信徒因迫害逃到北海和涠洲岛，途中七名信徒被杀。1908年，贲神父暫住在廣東省北部的连州。1909年，贲神父到海南岛傳教，並在海口建立教堂。1910年3月19日，沙特尔圣保禄修女会修女在當地建立作坊和女子学校，在医院和孤女院服務。
第一次世界大战爆发後，贲德馨神父于1915年被征召回法国。他被分配到利摩日的医院擔任护士及翻译，服務来自温州的華裔劳工。1919年，擔任利摩日郊区的本堂神父。

### 回到中国

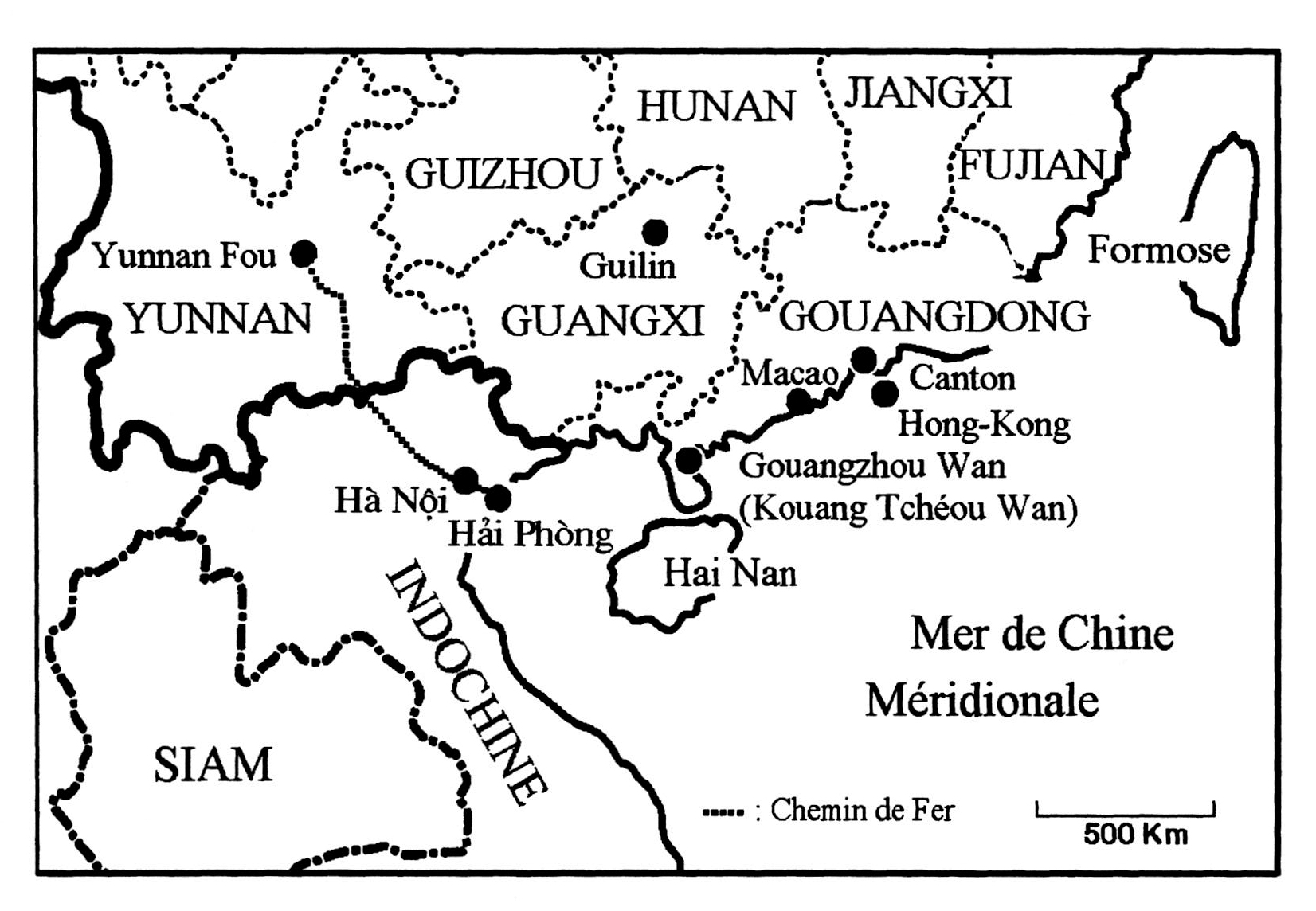
Carte de la région.

1920年，贲德馨神父回到中國，在廣州灣研究當地方言。随后，廣洲宗座代牧光若翰主教委托他留在廣東省西部，以準備成立新的宗座代牧区，而他在涠洲岛建立小修院。
1920年8月1日，聖座從廣州宗座代牧區劃出廣東省西部成立粵西海南宗座代牧區，俄永垂担任第首任宗座代牧，贲德馨神父委任小修院院长。1922年11月，贲德馨神父出席在英屬香港舉行的主教会议。1925年至1926年8月期間，俄永垂主教出访，贲神父暫任為署理宗座代牧。1928年2月15日，祝福主教被任命为更名後的北海宗座代牧区宗座代牧。但是，同年11月祝福主教因患病回法國醫治及辭任宗座代牧，贲德馨神父再次担任署理宗座代牧。1929年12月16日，贲德馨在55岁時獲時任教宗庇護十一世任命為廣東北海宗座代牧區宗座代牧，領銜土耳其阿索教區主教。
然而不久，他返回法国接受白内障手术，並出席在1930年7月举行的巴黎外方传教会大会。1930年11月9日，贲德馨在利摩日主教座堂由巴黎外方傳教會總會長光若翰總主教主禮，昂古莱姆教区主教亨利-瑪麗·阿萊特和普瓦捷教区主教奧利維爾·德·德福特·德·西弗拉克襄礼晉牧。1931年5月，贲主教回到中國，並獲得新成立的中華無原罪聖母女修會協助管理宗座代秧區的医院和孤儿院。1932年1月，光若翰總主教视察亚洲传教区期間到當地探訪。

### 二战的宗座代牧
1937年1月，贲德馨主教出席在广州举行的华南例行大会和公教进行会大会。1937年抗日戰爭爆发，中国陷入动荡，北海和其他宗座代秧區遭到轰炸，海盗活动再次抬头，信徒受到迫害。1938年9月，由于賁主教健康問題，任命2位副主教協助管理。
1939年3月，賁主教擔任援助難民委員會主席，並建立四個難民營。隨著戰爭和空中轟炸的加劇，甚至在醫院和主教座堂都相繼收容難民。
1940年2月底，聖座接受幾乎失明贲德馨主教辞任北海宗座代牧區宗座代牧，並由祝福主教重新担任北海宗座代牧區宗座代牧。同年7月5日搬到英屬香港伯大尼修院疗养，同年9月日本占领法屬印度支那越南。1941年12月入侵香港赶走伯大尼修院的传教士。贲主教经河内逃到西贡的一个修道院。1943年1月19日，贲德馨主教在西贡的圣保禄诊所去世，享年69岁。